# 葵州
葵州，是明代交阯承宣布政使司乂安府下轄的一個州。治所在今越南乂安省葵州縣。其境內有茶羅波山，產金，山頂多有雜菓。

## 沿革
- 漢代為九真郡居風縣地[3]。
- 兩晉南北朝時期，為咸驩縣地。
- 唐代為演州龍池郡。
- 明永樂十三年夏四月初五日壬申（1415年5月13日），設交阯演州府之葵州[4][5]。
- 永樂十三年八月二十三日丁亥（1415年9月25日），革演州府[6]。
- 永樂十五年春正月二十三日庚戌（1417年2月9日），改交阯前演州府之葵州隸清化府[7][8][9][10]。